# Ligia dilatata
Ligia dilatata är en kräftdjursart som beskrevs av Brandt 1833. Ligia dilatata ingår i släktet Ligia och familjen gisselgråsuggor. Utöver nominatformen finns också underarten L. d. gracilior.